# Lista botaniștilor după abrevierea de autor (N–O)
Aceasta este o listă incompletă de botaniști după abrevierile lor de autor, care sunt destinate citării denumirilor științifice sau a lucrărilor pe care le-au publicat. Această listă este întocmită după Authors of Plant Names⁠(en)[traduceți] de Brummitt & Powell (1992). Utilizarea acelei liste este recomandată prin Nota 1 Rec. 46A din International Code of Nomenclature for algae, fungi, and plants. Lista este actualizată online la The International Plant Names Index și Index Fungorum.
De notat că în unele cazuri abrevierea de autor constă dintr-un nume de familie complet, iar în alte cazuri numele este abreviat sau/și însoțit de una sau mai multe inițiale. Nu se pun spații între inițiale și nume (sau abrevierea sa).

#### Ordinea intrărilor
Lista de aici este menținută strict în ordinea alfabetică a abrevierilor; astfel "A.B.Jacks." apare la litera "A" și nu la "J", și este situat astfel ca și cum caracterele ar fi fost "ABJACKS". Capitalizarea este ignorată, la fel ca și toate caracterele non-alfabetice ca puncte și spații. Semenele diacritice de asemenea sunt ignorate, astfel încât, de exemplu, "ü" este tratat ca și cum ar fi "u".

#### Navigare
Din cauza lungimii sale, lista este despărțită în mai multe pagini separate. Toate secțiunile alfabetice pot fi accesate din cuprins.

## A–M
| Liste: | A | B | C | D | E F | G | H | I J | K L | M | N O | P | Q R | S | T U V | W X Y Z |

Pentru a găsi intrări ce încep cu A–M, folosiți cuprinsul de mai sus.

## N
| Liste: Sus | A | B | C | D | E F | G | H | I J | K L | M | N O | P | Q R | S | T U V | W X Y Z |

- N.A.Br. – Nellie Adalesa Brown (1876–1956)
- Naczi – Robert Francis Cox Naczi (n. 1963)
- Nadeaud – Jean Nadeaud (1834–1898)
- Nadson – Georgii Adamovich Nadson (1867–1939)
- Nägeli – Karl Wilhelm von Nägeli (1817–1891)
- Nakai – Takenoshin Nakai (1882–1952)
- Nash – George Valentine Nash (1864–1921)
- Nasution – Rusdy E. Nasution (fl. 1977)
- Naudin – Charles Victor Naudin (1815–1899)
- Navashin – Sergei Gavrilovich Navashin (1857–1930)
- Náves – Andrés Náves (1839–1910)
- N.A.Wakef. – Norman Arthur Wakefield (1918–1972)
- N.Balach. – Natesan Balachandran (n. 1965)
- N.Busch – Nicolaĭ Adolfowitsch Busch (1869–1941)
- N.B.Ward – Nathaniel Bagshaw Ward (1791–1868)
- N.C.Hend. – Norlan C. Henderson (n. 1915)
- N.E.Br. – Nicholas Edward Brown (1849–1934)
- Neck. – Noel Martin Joseph de Necker (1730–1793)
- Née – Luis Née (fl. 1734–1801)
- Nees – Christian Gottfried Daniel Nees von Esenbeck (1776–1858)
- Neger – Franz Wilhelm Neger (1868–1923)
- N.E.Gray – Netta Elizabeth Gray (1913–1970)
- N.E.Hansen – Niels Ebbesen Hansen (1866–1950)
- Nehrl. – Henry Nehrling (1853–1929)
- Neill – Patrick Neill (1776–1851)
- Neilr. – August Neilreich (1803–1871)
- Nel – Gert Cornelius Nel (1885–1950)
- Nelmes – Ernest Nelmes (1895–1959)
- Nelson – David Nelson (c.1740–1789)
- Nerz – Joachim Nerz (fl. 1994)
- Ness – Helge Ness (1861–1928)
- Nestl. – Chrétien Géofroy Nestler (1778–1832)
- Neubert – Wilhelm Neubert (1808–1905)
- Neveu-Lem. – Maurice Neveu-Lemaire (1872–1951)
- Nevski – Sergei Arsenjevic Nevski (1908–1938)
- Newb. – John Strong Newberry (1822–1892)
- Newman – Edward Newman (1801–1876)
- Newton – Isaac Newton (1840–1906)
- N.F.Hend. – Nellie Frater Henderson (1885–1952)
- N.F.Mattos – Nilza Fischer de Mattos (n. 1931)
- N.F.Robertson – Noel Farnie Robertson (1923-1999[5])
- Ng – Francis S.P. Ng (n. 1940)
- Ngamr. – Chatchai Ngamriabsakul (fl. 2000)
- N.G.Marchant – Neville Graeme Marchant (n. 1939)
- N.H.F.Desp. – Narcisse Henri François Desportes (1776–1856)
- N.H.Holmgren – Noel Herman Holmgren (n. 1937)
- Nichols – George Elwood Nichols (1882–1939)
- Nickrent – Daniel L. Nickrent (n. 1956)
- Nicolai – Ernst August Nicolai (1800–1874)
- Nicolson – Dan Henry Nicolson (n. 1933)
- Nied. – Franz Josef Niedenzu (1857–1937)
- Nielsen – Peter Nielsen (1829–1897)
- Nieuwl. – Julius Aloysius Arthur Nieuwland (1878–1936)
- Nikitin – Sergei Nikolaevic Nikitin (1850–1909)
- Nitschke – Theodor Rudolph Joseph Nitschke (1834–1883)
- N.Jacobsen – Niels Henning Günther Jacobsen (n. 1941)
- N.Jardine – Nick Jardine (n. 1943)
- N.L.Alcock – Nora Lilian Alcock (c.1875–1972)
- Nob.Tanaka – Nobuyuki Tanaka (fl. 2000)
- Noë - Friedrich Wilhelm Noë (1798-1858)
- Noegg. – Johann Jakob Nöggerath (Jacob Noeggerath) (1788–1877)
- Noerdl. (also Nördl.) – Hermann Noerdlinger (1818–1897)
- Noltie – Henry John Noltie (n. 1957)
- Noot. – Hans Peter Nooteboom (n. 1934)
- Nordal (also I.Bjørnstadt) – Inger Nordal (n. 1944)
- Nordensk. – Nils Adolph Erik (von) Nordenskiöld (1832–1901)
- Nördl. (also Noerdl.) – Herman von Nördlinger (1818–1897)
- Nordm. – Alexander von Nordmann (1803–1866)
- Noronha – Francisco Noronha (1748–1788)
- Northr. – Alice Belle (Rich) Northrop (1864–1922)
- Norton – John Bitting Smith Norton (1872–1966)
- Nothdurft – Heinrich Wilhelm Christian Nothdurft (n. 1921)
- N.P.Balakr. – Nambiyath Puthansurayil Balakrishnan (n. 1935)
- N.Pfeiff. – Norma Etta Pfeiffer (n. 1889)
- N.P.Pratov – N. P. Pratov (n. 1934)
- N.P.Taylor – Nigel Paul Taylor (n. 1956)
- N.Ramesh – N. Ramesh (fl. 2000)
- N.Robson – Norman Keith Bonner Robson (n. 1928)
- N.Rosén (also Rosenstein) – Nils Rosén von Rosenstein (1706–1773)
- N.Roux – Nisius Roux (1854–1923)
- N.S.Golubk. – Nina Golubkova (1932–2009)
- N.S.Pavlova. – N. S. Pavlova (n. 1938)
- N.Taylor – Norman Taylor (1883–1967)
- N.T.Burb. – Nancy Tyson Burbidge (1912–1977)
- N.Terracc. – Nicola Terracciano (1837–1921)
- N.T.Sauss. – Nicolas-Théodore de Saussure (1767–1845)
- Nutt. – Thomas Nuttall (1786–1859)
- N.W.Simmonds – Norman Willison Simmonds (n. 1922)
- Nyár. – Erasmus Julius Nyárády (1881–1966)
- Nygaard – Gunnar Nygaard (1903–2002)
- Nyholm – Elsa Cecilia Nyholm (1911–2002)
- Nyl. – (Wilhelm) William Nylander (1822–1899)
- Nyman – Carl Frederik Nyman (1820–1893)

## O
| Liste: Sus | A | B | C | D | E F | G | H | I J | K L | M | N O | P | Q R | S | T U V | W X Y Z |

- Oakes – William Oakes (1799–1848)
- O.B.Davies – Olive Blanche Davies (1884–1976)
- O.Berg – Otto Karl Berg (1815–1866)
- Oberm. – Anna Amelia Obermeyer (1907–2001)
- O.Bolòs – Oriol de Bolòs (1924–2007)
- Ochoa – Carlos M. Ochoa (fl. 1952)
- Ochse – Jacob Jonas Ochse (1891–1970)
- Ochyra – Ryszard Ochyra (n. 1949)
- O.Cohen – Ofer Cohen (fl. 1995)
- O.C.Schmidt – Otto Christian Schmidt (1900–1951)
- O.Danesch – Othmar Danesch (n. 1919)
- O.Deg. – Otto Degener (1899–1988)
- O'Donell – Carlos Alberto O'Donell (1912–1954)
- Oeder – Georg Christian Oeder (1728–1791)
- Oerst. – Anders Sandøe Ørsted (1816–1872)
- O.E.Schulz – Otto Eugen Schulz (1874–1936)
- O.F.Cook – Orator F. Cook (1867–1949)
- O.F.Müll. – Otto Friedrich Müller (1730–1784)
- O.Hoffm. – Karl August Otto Hoffmann (1853–1909)
- O.Huber – Otto Huber (n. 1944)
- Ohwi – Jisaburo Ohwi (1905–1977)
- O.J.Rich. – Olivier Jules Richard (1836–1896)
- Okamura – Kintaro Okamura (1867–1935)
- Oken – Lorenz Oken (1779–1851)
- O.K.Mill. – Orson Knapp Miller, Jr. (1930–2006)
- Oldenl. – Henrik Bernard Oldenland (c. 1663–1699)
- Oldham – Thomas Oldham (1816–1878)
- Oliv. – Daniel Oliver (1830–1916)
- Olney – Stephen Thayer Olney (1812–1878)
- Oltm. – Friedrich Oltmanns (1860–1945)
- Omino – Elizabeth Omino (n. 1962)
- Onions – Agnes H. S. Onions (fl. 1966)
- Ooststr. – Simon Jan van Ooststroom (1906–1982)
- Opiz – Philipp Maximilian Opiz (1787–1858)
- Oppenh. – Heinz Reinhard Oppenheimer (1899–1971)
- Orange – Alan Orange (n. 1955)
- Orb. – Charles Henry Dessalines d'Orbigny (1806–1876)
- Orcutt – Charles Russell Orcutt (1864–1929)
- Ornduff - Robert Ornduff (1932-2000)
- Ortega – Casimiro Gómez Ortega (1740–1818)
- Ortgies – Karl Eduard Ortgies (1829–1916)
- Osbeck – Pehr Osbeck (1723–1805)
- Osborn – Arthur Osborn (1878–1964)
- O.Schneid. – Oskar Schneider (1841–1903)
- Oshio – Masayoshi Oshio (n. 1937)
- Oshite – Kei Oshite (n. 1919)
- Osipian – Lia Levonevna Osipian (n. 1930)
- Ósk. – Ingimar Óskarsson (1892–1981)
- Osner – George Adin Osner (n. 1888)
- Osorio – Hector S. Osorio (n. 1928)
- Ospina – Hernandez Mariano Ospina (n. 1934)
- Ossa – José Antonio de la Ossa (d. 1829)
- Osswald – Louis Osswald (1854–1918)
- Ossyczn. – V. V. Ossycznjuk (n. 1918)
- Ostapko – V. M. Ostapko (n. 1950)
- Osten – Cornelius Osten (1863–1936)
- Ostenf. – Carl Hansen Ostenfeld (1873–1931)
- Oterdoom – Herman John Oterdoom (fl. 1994)
- Osterh. – George Everett Osterhout (1858–1937)
- Osterm. – Franz Ostermeyer (d. 1921)
- Osterwald – Karl Osterwald (1853–1923)
- Osterw. – Adolph Osterwalder (1872–1948)
- Östman – Magnus Östman (1852–1927)
- Østrup – Ernst Vilhelm Østrup (1845–1917)
- Osvač. – Vera Osvačilová (n. 1924)
- Otth – Carl Adolf Otth (1803–1839)
- Otto – Christoph Friedrich Otto (1783–1856)
- Ottol. – Kornelius Johannes Willem Ottolander (1822–1887)
- Oudejans – Robertus Cornelis Hilarius Maria Oudejans (n. 1943)
- Oudney – Walter Oudney (1790–1824)
- Overeem – Casper van Overeem (de Haas) (1893–1927)
- O.Yano – Olga Yano (n. 1946)
- O.Zacharias – Emil Otto Zacharias (1846–1916)

## P–Z
| Liste: Sus | A | B | C | D | E F | G | H | I J | K L | M | N O | P | Q R | S | T U V | W X Y Z |

Pentru a găsi intrări ce încep cu P–Z, folosiți cuprinsul de mai sus.